# Phú Nguyên

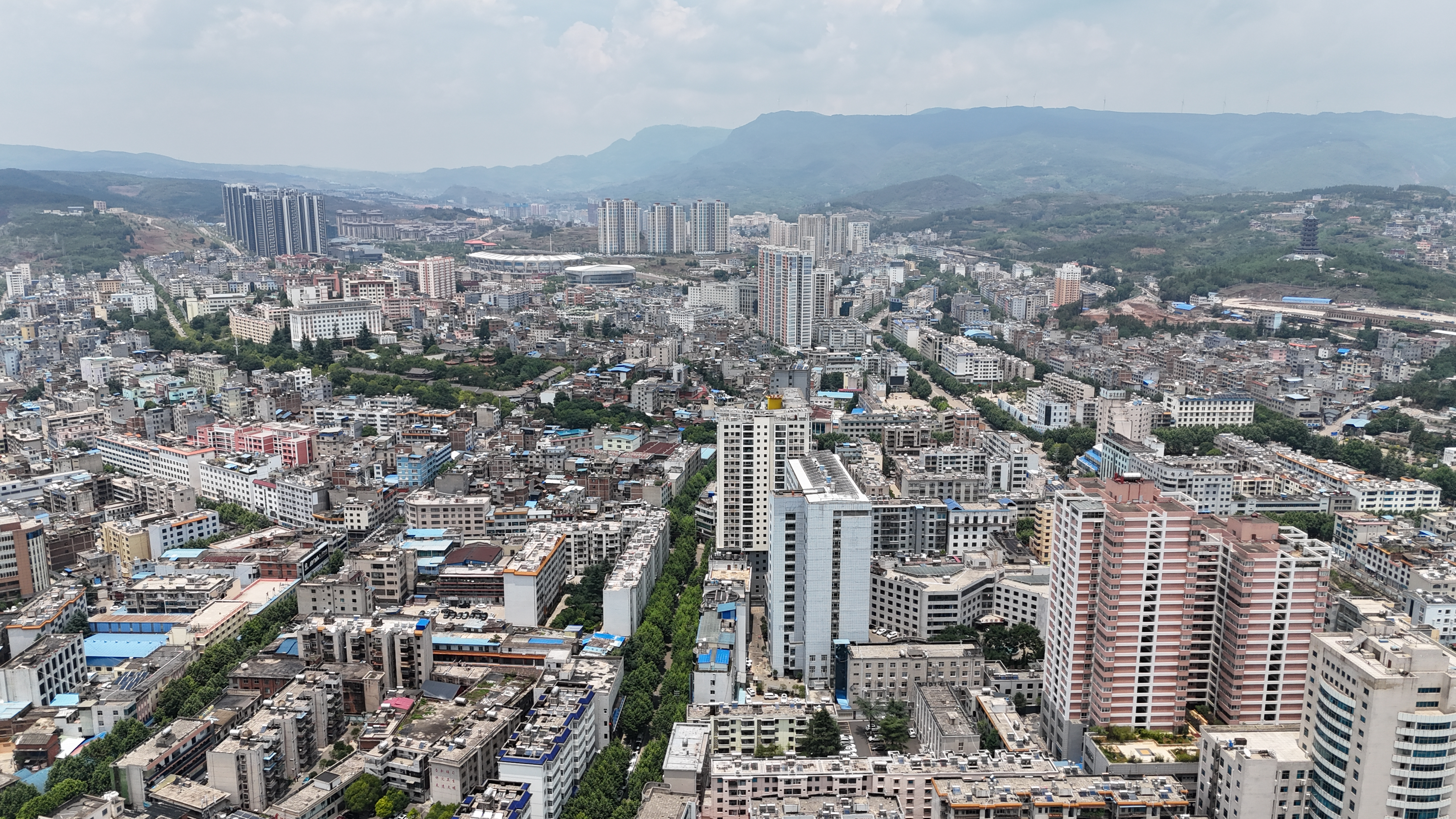

Phú Nguyên (tiếng Trung: 富源县), Hán Việt: Phú Nguyên huyện là một huyện thuộc địa cấp thị Khúc Tĩnh, tỉnh Vân Nam, Cộng hòa Nhân dân Trung Hoa. Huyện này có diện tích 3348 km2, dân số năm 2003 là 670.000 người. Chính quyền huyện đóng tại trấn Trung An.

## Các đơn vị hành chính

### Trấn
- Trung An (中安镇)
- Doanh Thượng (营上镇)
- Hoàng Nê Hà (黄泥河镇)
- Trúc Viên (竹园镇)
- Hậu Sở (后所镇)
- Đại Hà (大河镇)
- Mặc Hồng (墨红镇)
- Phú Thôn (富村镇)

### Cáchương
- Cổ Cảm (古敢乡)
- Vũ Uông (雨汪乡)
- Lão Hán (老厂乡)